# Sjoemelsoftware
Sjoemelsoftware is software die gebruikt wordt om testresultaten te beïnvloeden van een elektronisch apparaat of machine, om deze beter te laten lijken dan in werkelijkheid.
Met het woord "sjoemelsoftware" wordt software aangeduid die bedoeld is om bijvoorbeeld een auto bij emissietesten betere testresultaten te laten bereiken. Een autotype (met aangepaste "sjoemelsoftware") voldoet in de testomstandigheden wel aan de milieunormen, terwijl dezelfde auto bij dagelijks gebruik (zonder de gebruikte software) niet voldoet aan de gestelde eisen, bijvoorbeeld wat betreft de giftige stikstofoxiden (NOx) in de uitlaat.
Vanaf 2015 raakte de term in opkomst doordat onder meer de Duitse autofabrikant Volkswagen en het Franse Renault de software gebruikte om zijn auto's schoner te laten lijken tijdens tests. Daarnaast hebben ook fabrikanten van smartphones als Samsung en Huawei zich schuldig gemaakt aan het beïnvloeden van testresultaten. Zo werd bijvoorbeeld bij de Galaxy S4 een hogere kloksnelheid getoond bij het gebruik van een populair benchmarkprogramma.

## Europese verordening
Reeds in 2007 is het gebruik van zogenaamde 'manipulatie-instrumenten' in de auto-industrie verboden door Artikel 5.2 van Verordening (EG) nr. 715/2007: 'Het gebruik van manipulatie-instrumenten die de doelmatigheid van de emissiecontrolesystemen verminderen, is verboden'. Artikel 3.10 definieerde de term 'manipulatie-instrument' als 'een constructieonderdeel dat de temperatuur, de rijsnelheid, het motortoerental, de versnelling, de inlaatonderdruk of andere parameters meet om een onderdeel van het emissiecontrolesysteem in werking te stellen, te moduleren, te vertragen of buiten werking te stellen, zodat de doelmatigheid van het emissiecontrolesysteem wordt verminderd onder omstandigheden die bij een normaal gebruik van het voertuig te verwachten zijn.'

## Fraude

### Volkswagen
In 2015 bleek dat autofabrikant Volkswagen deze software in zo'n 11 miljoen auto's had ingebouwd. Dit schandaal werd in de media ook wel aangeduid als dieselgate, dieselschandaal, dieselfraude, Volkswagenschandaal of emissieschandaal van Volkswagen. De sjoemelsoftware waarmee Volkswagen achteraf sinds 2008 verschillende modellen dieselauto's met te vervuilende motoren van het type EA 189 op de markt bleek te hebben gebracht, viel onder de verboden manipulatie-instrumenten.

### Audi
In 2017 werd bekend dat de sjoemelsoftware ook was ingebouwd in 24.000 Audi's. Zodra de software detecteerde dat het stuur niet draaide, werd de uitstoot binnen de wettelijke normen gehouden.

### Opel
In oktober 2018 viel de politie binnen in het hoofdkantoor van Opel, dat ook onder verdenking stond. Van de Duitse keuringsautoriteit KBA moest het merk over de hele wereld 75.000 dieselauto's terugroepen.

### Overige fabrikanten
In 2020 kregen ook fabrikanten als Nissan, Mercedes-Benz en Porsche zware boetes opgelegd wegens manipulatie van emissiesystemen.

## Trivia
Op 7 november 2015 werd het woord door Onze Taal en als het woord van het jaar verkozen en in december 2015 werd het verkozen tot het Van Dale Woord van het jaar.